# MLB All-Star Game 2011
MLB All-Star Game 2011 – 82. Mecz Gwiazd ligi MLB, który odbył się 12 lipca 2011 roku na stadionie Chase Field w Phoenix. Spotkanie obejrzało 47 994 widzów. 
Najbardziej wartościowym zawodnikiem został wybrany Prince Fielder z Milwaukee Brewers, który w drugiej połowie czwartej zmiany przy stanie 0–1 dla AL All-Star Team zdobył trzypunktowego home runa.
W kwietniu 2010 gubernator stanu Arizona Jan Brewer podpisała kontrowersyjną ustawę imigracyjną SB1070, która między innymi zezwalała policjantom na wylegitymowanie bez powodu imigrantów w celu potwierdzenia legalnego ich pobytu w kraju. Kibice, sponsorzy i zawodnicy rozważali bojkot meczu, a dziennikarze New York Daily News, CBS Sports i Los Angeles Times zwrócili się do komisarza ligi Buda Seliga, by przeniósł All-Star Game do innego miasta. Ostatecznie Selig podjął 13 maja 2010 roku decyzję o rozegraniu meczu w wyznaczonym pierwotnie miejscu i terminie.        

## Wyjściowe składy
| American League | American League   | American League | American League | National League | National League | National League | National League |
| #               | Zawodnik          | Klub            | Pozycja         | #               | Zawodnik        | Klub            | Pozycja         |
| --------------- | ----------------- | --------------- | --------------- | --------------- | --------------- | --------------- | --------------- |
| 1               | Curtis Granderson | Yankees         | CF              | 1               | Rickie Weeks    | Brewers         | 2B              |
| 2               | Asdrúbal Cabrera  | Indians         | SS              | 2               | Carlos Beltrán  | Mets            | DH              |
| 3               | Adrian Gonzalez   | Red Sox         | 1B              | 3               | Matt Kemp       | Dodgers         | CF              |
| 4               | José Bautista     | Blue Jays       | RF              | 4               | Prince Fielder  | Brewers         | 1B              |
| 5               | Josh Hamilton     | Rangers         | LF              | 5               | Brian McCann    | Braves          | C               |
| 6               | Adrián Beltré     | Rangers         | 3B              | 6               | Lance Berkman   | Cardinals       | RF              |
| 7               | David Ortiz       | Red Sox         | DH              | 7               | Matt Holliday   | Cardinals       | LF              |
| 8               | Robinson Canó     | Yankees         | 2B              | 8               | Troy Tulowitzki | Rockies         | SS              |
| 9               | Alex Avila        | Tigers          | C               | 9               | Scott Rolen     | Reds            | 3B              |
|                 | Jered Weaver      | Angels          | P               |                 | Roy Halladay    | Phillies        | P               |

| American League | 0 | 0 | 0 | 1 | 0 | 0 | 0 | 0 | 0 | 1 | 6 | 0 |
| National League | 0 | 0 | 0 | 3 | 1 | 0 | 1 | 0 | X | 5 | 9 | 2 |
| WP: Tyler Clippard (1–0) LP: C.J. Wilson (0–1) SV: Brian Wilson (1) HR: AL: Adrian Gonzalez (1) NL: Prince Fielder (1) |   |   |   |   |   |   |   |   |   |   |   |   |

## Składy
| Miotacze - Heath Bell (3) - Matt Cain (2) - Tyler Clippard (1) - Kevin Correia (1) - Roy Halladay (8) - Cole Hamels (2) - Joel Hanrahan (1) - Jair Jurrjens (1) - Clayton Kershaw (1) - Craig Kimbrel (1) - Cliff Lee (3) - Tim Lincecum (4) - Jonny Venters (1) - Ryan Vogelsong (1) - Brian Wilson (3) Łapacze - Brian McCann (6) - Yadier Molina (3) - Miguel Montero (1) |  | Wewnątrzpolowi - Starlin Castro (1) - Prince Fielder (3) - Chipper Jones (7) - Brandon Phillips (2) - Plácido Polanco (2) - José Reyes (4) - Scott Rolen (7) - Gaby Sánchez (1) - Pablo Sandoval (1) - Troy Tulowitzki (2) - Joey Votto (2) - Rickie Weeks (1) Zapolowi - Carlos Beltrán (6) - Lance Berkman (6) - Ryan Braun (4) - Jay Bruce (1) - Andre Ethier (2) - Matt Holliday (5) - Matt Kemp (1) - Andrew McCutchen (1) - Hunter Pence (2) - Justin Upton (2) - Shane Victorino (2) |  | Menadżer - Bruce Bochy Trenerzy - Kirk Gibson - Mike Quade |

| Miotacze - Josh Beckett (3) - Aaron Crow (1) - Gio González (1) - Félix Hernández (2) - Brandon League (1) - Jon Lester (2) - Alexi Ogando (1) - Chris Perez (1) - Michael Pineda (1) - David Price (2) - Mariano Rivera (12) - David Robertson (1) - Ricky Romero (1) - CC Sabathia (6) - James Shields (1) - José Valverde (3) - Justin Verlander (4) - Jordan Walden (1) - Jered Weaver (2) - C.J. Wilson (1) Łapacze - Alex Avila (1) - Russell Martin (3) - Matt Wieters (1) |  | Wewnątrzpolowi - Adrián Beltré (2) - Asdrúbal Cabrera (1) - Miguel Cabrera (6) - Robinson Canó (3) - Adrian Gonzalez (4) - Derek Jeter (12) - Howard Kendrick (1) - Paul Konerko (5) - Jhonny Peralta (1) - Alex Rodriguez (14) - Kevin Youkilis (3) Zapolowi - José Bautista (2) - Michael Cuddyer (1) - Jacoby Ellsbury (1) - Curtis Granderson (2) - Josh Hamilton (4) - Carlos Quentin (2) - Matt Joyce (1) Designated hitters - David Ortiz (7) - Michael Young (7) |  | Menadżer - Ron Washington Trenerzy - Manny Acta - John Farrell |

- W nawiasie podano liczbę powołań do All-Star Game.

## Home Run Derby

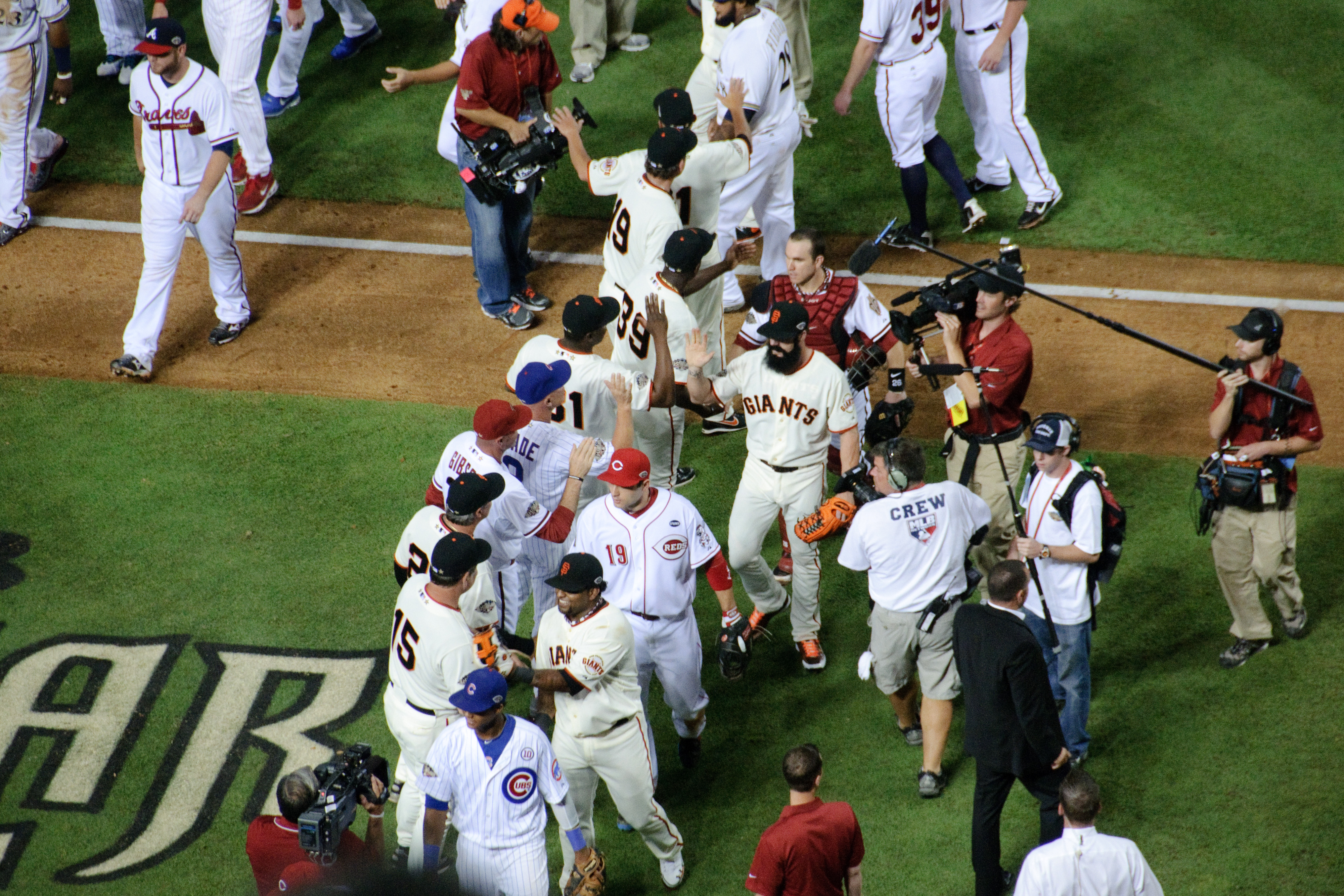
Zawodnicy NL All-Star Team po zakończeniu zwycięskiego meczu.

| Chase Field, Phoenix—AL 76, NL 19 | Chase Field, Phoenix—AL 76, NL 19 | Chase Field, Phoenix—AL 76, NL 19 | Chase Field, Phoenix—AL 76, NL 19 | Chase Field, Phoenix—AL 76, NL 19 | Chase Field, Phoenix—AL 76, NL 19 | Chase Field, Phoenix—AL 76, NL 19 |
| Zawodnik                          | Klub                              | Runda 1                           | Półfinały                         | Suma                              | Finały                            | Suma                              |
| --------------------------------- | --------------------------------- | --------------------------------- | --------------------------------- | --------------------------------- | --------------------------------- | --------------------------------- |
| Robinson Canó                     | New York Yankees                  | 8                                 | 12                                | 20                                | 12                                | 32                                |
| Adrian Gonzalez                   | Boston Red Sox                    | 9                                 | 11                                | 20                                | 11                                | 31                                |
| Prince Fielder                    | Milwaukee Brewers                 | 5                                 | 4                                 | 9                                 | –                                 | 9                                 |
| David Ortiz                       | Boston Red Sox                    | 5                                 | 4                                 | 9                                 | –                                 | 9                                 |
| Matt Holliday                     | St. Louis Cardinals               | 5                                 | –                                 | 5                                 | –                                 | 5                                 |
| José Bautista                     | Toronto Blue Jays                 | 4                                 | –                                 | 4                                 | –                                 | 4                                 |
| Rickie Weeks                      | Milwaukee Brewers                 | 3                                 | –                                 | 3                                 | –                                 | 3                                 |
| Matt Kemp                         | Los Angeles Dodgers               | 2                                 | –                                 | 2                                 | –                                 | 2                                 |